# Särskrivning
Särskrivning är ett begrepp inom ordbildning och rättskrivning, som innebär att ett uttryck skrivs som två eller fler ord. Motsatsen är sammanskrivning, även kallat hopskrivning (eller ihopskrivning).

## Felaktig särskrivning

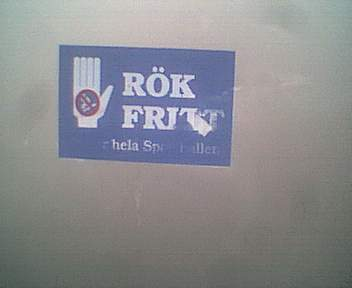
Rök fritt i stället för Rökfritt (eller Rök-fritt, uppdelat på två rader, om skylten inte är bred nog).

Felaktig särskrivning innebär att ett sammansatt ord felaktigt skrivs som två eller flera ord. Det är ett vanligt skrivfel i svenskan och andra språk där man kan bilda nya ord genom sammansättningar, i stort sett utan begränsningar.
Felaktiga särskrivningar kan leda till att betydelsen blir en helt annan än den avsedda. Extrema exempel är "brun hårig sjuk sköterska" i stället för "brunhårig sjuksköterska", och "skum tomte" i stället för "skumtomte". Det är kanske vanligare med felaktiga särskrivningar som innebär att svenskans foge-s förvandlas till en genitivmarkör: "körkorts tillstånd" i stället för "körkortstillstånd" eller "övergångs ställe" i stället för "övergångsställe". 
Direkta missförstånd på grund av felaktiga särskrivningar är sannolikt ovanliga; däremot gör felaktiga särskrivningar en text mera svårläst eftersom den inte följer den vedertagna skriftspråksnormen. Ett annat problem är att textens vederhäftighet kan ifrågasättas eftersom många uppfattar felaktiga särskrivningar som ett tecken på okunskap och bristande bildning.[källa behövs]

## Orsaker till felaktig särskrivning
Det finns antagligen flera faktorer bakom fenomenet med felaktiga särskrivningar. En faktor som ofta nämns är engelskans inflytande på svenskan under 1900-talet. Inom engelskan är särskrivning betydligt oftare det korrekta alternativet. I det nederländska språket kallas fenomenet med felaktiga särskrivningar för "engelska sjukan" (Engelse ziekte). Samtidigt är dock det vanligaste språkfelet bland svenska språkbrukare att skriva ihop ord som på engelska normalt skrivs isär, eller som på engelska skrivs med bindestreck. Det finns inte heller någonting som tyder på att felaktiga särskrivningar är vanligare i samband med lånord från engelskan eller ord som har direkta motsvarigheter på engelska.
Den viktigaste orsaken till felaktiga särskrivningar i det offentliga rummet är enligt Katharina Hallencreutz att textens primära funktion är visuell, till exempel i rubriker, skyltar, annonser, bildtexter, ingresser och så vidare. Texter av den här typen är inte avsedda att läsas på samma sätt som löpande brödtext, utan har snarare som syfte att fånga uppmärksamheten. Den visuella aspekten blir viktigare än språkriktigheten.  Om konstnärliga eller estetiska aspekter medvetet fått avgöra talas ibland om gestalttext. 
En annan möjlig förklaring till felaktig användning av särskrivningar är användandet av ordbehandlare med stavningskontroller som ignorerar felaktiga särskrivningar eller till och med uppmuntrar dem, exempelvis MS Word 2010. Andra faktorer som sannolikt bidrar till felaktig användning av särskrivningar är långa ord, särskilt med långa förled (tunnelbanestation särskrivs oftare än tågvagn), och tillfälliga sammansättningar (tunnelbaneåkare särskrivs oftare än tunneltågförare). Felaktiga särskrivningar av substantiv är vanligare än felaktiga särskrivningar av ord från andra ordklasser.

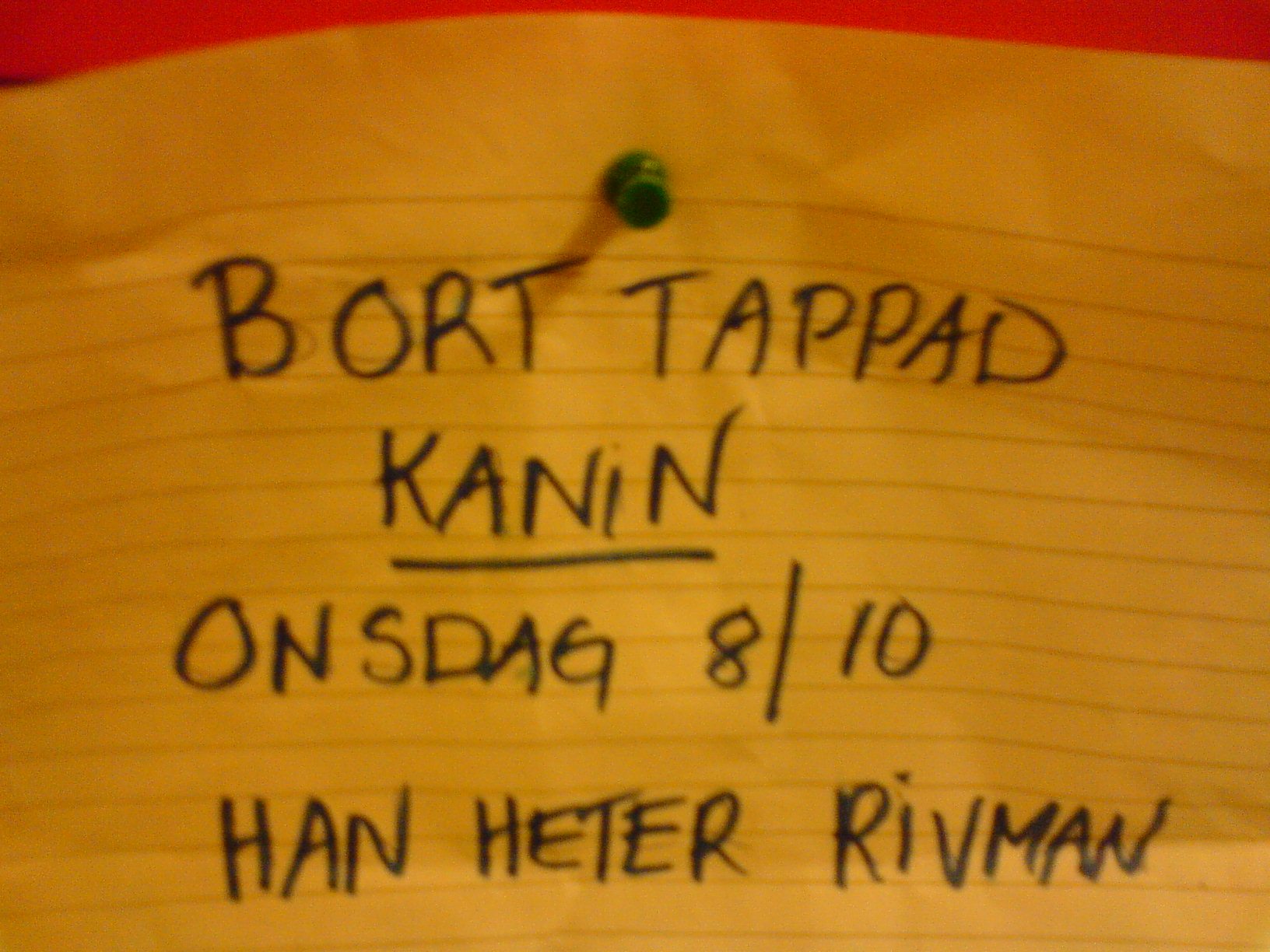
En felaktigt särskriven lapp om en borttappad kanin.

En faktor som troligen bidrar till problemet med felaktiga särskrivningar är en försvagad koppling mellan text och tal. Det är osannolikt att den som skrivit lappen om den borttappade kaninen inte upptäcker felet om han eller hon läser texten högt för sig själv. Förr lärde sig elever i skolan att läsa och skriva genom att ljuda orden högt, till skillnad från idag då mer av läsinlärningen bygger på ett direkt inpräntande av skriftbilden, åtminstone efter de första elementära stegen. Ursprungligen var all text avsedd att läsas högt, till skillnad från idag då mer och mer text produceras som inte alls är avsedd att läsas högt, eller som knappt ens går att läsa högt (till exempel webbsidor, annonser, TV-tablåer).
En annan föreslagen anledning är den nya skrivstil som introducerades i grundskolan på 1970-talet. Den var enklare och mindre ihopbunden än tidigare och ord kunde alltså lättare skrivas isär utan att det såg ut som mer än ett något större mellanrum mellan bokstäver som ändå inte satt ihop. Att det endast skulle gälla handskrift är inte en så allvarlig invändning eftersom de flesta fortfarande lär sig skriva med penna och papper och sedan tar med sig eventuella skrivfel även när de använder datorer. En ytterligare tänkbar orsak är att grundskoleelever under de första åren i skolan får läsa och skriva sammansatta ord med bindestreck för att lättare lära sig läsa (exempelvis "hus-vagn" i stället för "husvagn"). När eleverna sedan växer upp inser de att bindestreck inte används på detta sätt och ersätter dem felaktigt med mellanrum.

## Historisk tillbakablick
Felaktiga särskrivningar är inget nytt fenomen. I äldre svenska texter fram till 1800-talet har det som i dag kallas felaktig särskrivning ibland varit vanligt. Exempelvis skrev Carl Michael Bellman "brännvins flaska" i stället för "brännvinsflaska". Vissa namn från 1800-talet är än i dag särskrivna, exempelvis Östgöta Correspondenten, grundad 1832.
Det bör dock understrykas att generella normer för skriftspråket inte fanns på samma sätt på den tiden; sättet att skriva var mer individuellt. När generella stavningsnormer introducerades under det tidiga 1800-talet, där Carl Gustaf af Leopolds Afhandling om Svenska stafsättet (1801) var ett pionjärarbete, avskaffades gradvis under seklet de tidigare förekommande särskrivningarna.

## Typer av särskrivningar
De flesta felaktiga särskrivningar har sitt ursprung i okunskap om i dag vedertagna skrivregler. Det finns dock särskrivningar som har andra förklaringar.
Radbruten särskrivning: Det kan förekomma sammansatta ord presenterade som uppbrutna på två eller flera rader på vissa logotyper, skyltar, titlar etc. Oftast är sådan typ av särskrivning inte oavsiktlig utan har tillkommit för att vissa skyltar kanske inte rymmer ordet i fråga sammansatt, eller för att leverantören av skylten har policyer som reglerar detta. Bindestreck brukar inte förekomma i sådana fall eftersom det får texten att se asymmetrisk ut. Denna typ av särskrivning sägs ofta falla under begreppet gestalttext.
Äldre särskrivning: I vissa fall används särskrivning för att texten skall se högtidligare eller äldre ut. Detta kommer ifrån att det förr i tiden inte fanns någon vedertagen norm för hur ord skulle hop- eller särskrivas. Exempelvis ger ordenssällskapet Svenska Frimurare Orden ett högtidligt och traditionstyngt intryck då denna stavning kommer från ett gammalt sätt att skriva. Även nya företag som vill ge ett äldre intryck använder gammalstavning och därmed ofta även denna typ av särskrivning.

## Exempel
Denna lista ger exempel på särskrivningar som enligt gällande rättskrivning får en annan betydelse än den avsedda. Risken för rena missförstånd blir dock låg när orden sätts i ett sammanhang, och man av grammatiska eller betydelsemässiga skäl kan gissa sig till att det rör sig om en felaktig särskrivning.
| Hopskrivning                                    | Hopskrivning                                                  | Särskrivning                                        | Särskrivning                                                                        |
| ----------------------------------------------- | ------------------------------------------------------------- | --------------------------------------------------- | ----------------------------------------------------------------------------------- |
| 5-årsjubileum                                   | ett jubileum när något fyller fem år                          | 5 års jubileum                                      | ett jubileum som varar i fem år                                                     |
| brunhårig sjuksköterska tvättar barnunderkläder | en sjuksköterska som är brunhårig och tvättar barnunderkläder | brun hårig sjuk sköterska tvättar barn under kläder | en sköterska som är sjuk, brun och hårig tvättar barn som befinner sig under kläder |
| felmeddelande                                   | ett meddelande som berättar att något är fel                  | fel meddelande                                      | ett annat meddelande åsyftades                                                      |
| kassamedarbetare                                | personal i en kassa                                           | kassa medarbetare                                   | dåliga medarbetare                                                                  |
| renkorv                                         | korv av renkött                                               | ren korv                                            | korv som inte är smutsig                                                            |
| rökfritt                                        | tobaksrökning förbjuden                                       | rök fritt                                           | uppmaning att röka obegränsat                                                       |
| slänggungan                                     | en åkattraktion på Liseberg                                   | släng gungan                                        | uppmaning att kasta gungan                                                          |
| stekt kycklinglever                             | stekt lever från kyckling                                     | stekt kyckling lever                                | en stekt kyckling är vid liv                                                        |

## Andra språk
Germanska språk bortsett från engelska skriver sammansatta ord som princip. Det gäller bland annat danska, norska, tyska och nederländska. Där har man liknande problem som i svenska, att sammansatta ord ibland felaktigt särskrivs. På nederländska kallas fenomenet Engelse ziekte, ’engelska sjukan’.
På engelska skrivs ord vanligen isär. Korta ord kan ibland skrivas ihop om de är fixa uttryck, till exempel fireman, ’brandman’ (men även fire-man och fire man accepteras och ses inte som felaktiga särskrivningar). I vissa fall kan särskrivning ge betydelseskillnad: blackbird betyder ’koltrast’, medan black bird betyder ’svart fågel’. Sammansättning sker ibland med bindestreck, särskilt i sammansättningar med fler än två ord för att markera vilka ord som binder hårdast, till exempel blue-collar worker, ’knegare’, bokstavligen ’blåkragsarbetare’, av det icke sammansatta uttrycket blue collar, ’blå krage’. 
Ungerska, finska och estniska använder sammansatta ord.
De romanska språken har andra regler för att uttrycka det som på svenska uttrycks med sammanskrivning. Typiskt används adjektiv eller prepositioner i stället, exempelvis spanska paso de peatones, ’övergångsställe’, bokstavligen ’fotgängares väg’.